# Йосімура Даїсіро
Йосімура Даїсіро (яп. 吉村 大志郎, нар. 16 серпня 1947, Сан-Паулу — пом. 1 листопада 2003) — японський футболіст, що грав на позиції півзахисника.

## Клубна кар'єра
Грав за команду Янмар Дизель.

## Виступи за збірну
Дебютував 1970 року в офіційних матчах у складі національної збірної Японії. У формі головної команди країни зіграв 46 матчів.

## Статистика
Статистика виступів у національній збірній.
| Збірна Японії | Збірна Японії | Збірна Японії |
| Роки          | Ігри          | голи          |
| ------------- | ------------- | ------------- |
| 1970          | 4             | 1             |
| 1971          | 6             | 2             |
| 1972          | 8             | 1             |
| 1973          | 3             | 0             |
| 1974          | 7             | 2             |
| 1975          | 6             | 1             |
| 1976          | 12            | 0             |
| Усього        | 46            | 7             |